# Franz Gaudeck
Franz Gaudeck (* 2. März 1889 in Lindhardt; † 25. März 1946 in Kreischa) war ein deutscher Kunsterzieher, Maler und Grafiker.

## Leben und Werk
Gaudeck war der Sohn eines Fürstlich Schönburgischen Försters. Nach dem Besuch der Volksschule in Köhra und Naunhof studierte er sechs Jahre am Lehrerseminar in Waldenburg. Danach war er zwei Jahre Lehrer an den Dorfschulen in Amtshainersdorf und Porschdorf. Von 1912 bis 1914 studierte er bis zur Staatsprüfung für das künstlerische Lehramt an höheren Schulen bei Georg Oskar Erler, Paul Herrmann und Oskar Seyffert an der Staatlichen Akademie für Kunstgewerbe in Dresden, wobei er besonders von Ferdinand Dorsch ermutigt wurde, sich künstlerisch zu betätigen. Ab 1914 war Gaudeck Kunsterzieher am Lehrerseminar Zwickau. Neben seiner Arbeit als Lehrer war er immer auch künstlerisch tätig, vor allem als Grafiker (Radierungen, Aquatinta, Holz- und Linolschnitte) und Zeichner. Neben freien Arbeiten fertigte er auch Auftragsarbeiten wie Illustrationen und Umschläge für Bücher, Exlibris, Glückwunsch- und Einladungskarten, Veranstaltungs-Plakate, Anzeigen, Speisekarten u. Ä an. Einige seiner Bilder wurden auch in überregionalen Zeitschriften publiziert.
Seinen ersten Erfolg als Künstler hatte Gaudeck mit dem 2. Preis des Plakatwettbewerbs des Dresdner Zoologischen Gartens. In Zwickau bekam er 1917 seine erste Sonderausstellung. Noch während des Ersten Weltkrieges erhielt er eine Berufung an das Freiherrlich von Fletchersche Lehrerseminar in Dresden. Dort arbeitete er dann über zwanzig Jahre als Kunsterzieher. 1919 wurde er Mitglied der Dresdner Kunstgenossenschaft. 1920 kaufte das Sächsische Ministerium des Innern einige seiner Bilder an, 1921 das Dresdner Kupferstichkabinett. 1921 wurde Gaudeck in den Vorstand und in die Jury der Dresdner Kunstgenossenschaft gewählt. Anfang der 1930er Jahre hatte er Studienaufenthalte in Paris, in Österreich, Holland und Italien. 
In der Zeit des Nationalsozialismus war Gaudeck Mitglied der Reichskammer der bildenden Künste. Für diese Zeit ist seine Teilnahme an neun großen Ausstellungen sicher belegt. Für sein kunsterzieherisches Wirken wurde er 1933 zum sächsischen Gaufachwirt für Kunsterziehung ernannt. Von 1943 bis 1945 war er als Studienrat Vertragslehrer für Zeichnen, Schrift und Kunstbetrachtung an der Dresdner Akademie für Bildende Künste. 
1945 wurden seine Wohnung in der Rehefelder Straße 37c und sein Atelier mit einer großen Anzahl seiner Arbeiten bei einem Bombenangriff zerstört.
Gaudeck war seit 1943 mit Charlotte Weber verheiratet.
Sein schriftlicher Nachlass befindet sich in der Sächsischen Landesbibliothek.

## Werke (Auswahl)

### Druckgrafik (Auswahl)
- Herbstlicher Park (Holzschnitt, um 1920)[5]
- Die Neugierigen (Holzschnitt, um 1920)[6]
- Frühling (Holzschnitt. Veröffentlicht in Die Woche, Berlin, 1922, S. 425)
- Riviera (Mappenwerk mit sechs Kaltnadelradierungen, 1925)
- Dorfstraße (Linolschnitt; im Bestand des Stadtmuseums Bautzen)
- Sommerlicher Park (Radierung; ausgestellt 1946 auf der Ausstellung „Heimat + Arbeit“ in Dippoldiswalde)[7]

### Zeichnungen (Auswahl)
- Schlägerei (Federzeichnung, 1926)[8]
- Ernst Köhler-Hausen (Zeichnung für eine Postkarte, 1942)[9]

### Tafelbilder (Auswahl)
- Blumenstillleben (Öl; 1920)[10]
- Frühlingsspaziergang (Öl, 1924)[11]
- Spielplatz (Öl)[12]
- Weite Landschaft mit Ausflüglern und Maler mit Blick auf die sächsisch-böhmische Schweiz (Öl, 1941)[13]
- Spätsommertag (Öl, 1941; ausgestellt auf der Großen Dresdner Kunstausstellung 1941; 1945 vernichtet)
- Der böse Bruder bei Diesbar (Öl, 1941; ausgestellt auf der Großen Dresdner Kunstausstellung 1941; 1945 vernichtet)

### Buchillustrationen (Auswahl)
- Hans Franke: Meine Welt. Gedichte. Walter Seifert Verlag, Heilbronn, 1919
- Carl Partenheimer: Residenz Natternsee – Eine Waldnovelle. Alexander Köhler Verlag Dresden, 1920*
- Edgar Hahnewald: Peter Schlemihls Erlösung. Kaden & Co., Dresden, 1920
- Robert Groetzsch: Der Zauberer Burufu. Märchen. Kaden & Co., Dresden, 1923
- Max Barthel: Die Lachparade: Sinn- und Unsinngedichte. Deutscher Literatur-Verlag Otto Melchert, Dresden, 1943
- Kurt Arnold Findeisen: Ich blas auf grünen Halmen. Limpert Berlin, 1944

## Ausstellungen (unvollständig)

### Einzelausstellungen
- 1921 Dresden, Sächsischer Kunstverein
- 1921 Dresden, Kunstsalon Emil Richter (Schauspielerstudien und Aquarelle)
- 1922 Hamburg, Galerie Maria Kunde
- 1933 Bautzen, Graphisches Kabinett
- 1939 Dresden, Sächsischer Kunstverein (zum 50. Geburtstag)
- 2009 (postum) Dresden, Rahmen & Bild Maria Arlt ("Ironie des Alltäglichen. Satirische Blätter eines fast Vergessenen")

### Weitere Ausstellungsbeteiligungen
- 1920 Dresden, Galerie Arnold (Große Aquarell-Ausstellung)
- 1920 Dresden, Brühlsche Terrasse (Kunstausstellung Dresden)
- 1920 Berlin, Große Berliner Kunstausstellung
- 1923 Karlsruhe, Große Deutsche Kunstausstellung
- 1924 Wanderausstellung Dresdner Graphiker
- 1924 Berlin, Juryfreie Ausstellung
- 1925 Berlin, Große Berliner Kunstausstellung
- 1925 Dresden, Kunstausstellung Dresden (mit einer Kollektion „Italienische Aquarelle“)
- 1926 Dresden, Große Aquarellausstellung[14]
- 1946 Dippoldiswalde („Heimat + Arbeit“)